# Lijst van Belgische dammers
De lijst van Belgische dammers geeft de namen van dammers die op hoog niveau in België spelen of gespeeld hebben.
- Patrick Casaril
- Rudi Claes
- Georges Hübner
- Bernard Lemmens
- Marc De Meulenaere
- Stephan Michiels
- Ewa Schalley
- Ronald Schalley
- Yves Vandeberg
- Maurice Verleene
- Hugo Verpoest
- Oscar Verpoest
- Danny Verscheuren
- Bryan Wollaert